# Шу Ки
Лин Лихуи (林立慧; родена на 16 април 1976), позната със своето сценично име Шу Ци, е тайванска актриса и модел на „Плейбой“.
Нейното сценично име е романизирано като Шу Ци (на кантонски диалект на китайския език).